# Schefflera salweenensis
Schefflera salweenensis är en araliaväxtart som beskrevs av William Wright Smith. Schefflera salweenensis ingår i släktet Schefflera och familjen araliaväxter.

## Underarter
Arten delas in i följande underarter:
- S. s. macrophylla
- S. s. salweenensis